# Mistrzostwa Ameryki Południowej w Piłce Siatkowej Kobiet 1971
IX Mistrzostwa Ameryki Południowej w piłce siatkowej kobiet odbyły się w 1971 roku w Montevideo w Urugwaju. W mistrzostwach wystartowało 8 reprezentacji. Mistrzem została po raz trzeci reprezentacja Peru.

## Klasyfikacja końcowa
| Miejsce | Reprezentacja |
| ------- | ------------- |
|         | Peru          |
|         | Brazylia      |
|         | Urugwaj       |
| 4.      | Paragwaj      |
| 5.      | Chile         |
| 6.      | Argentyna     |
| 7.      | Kolumbia      |
| 8.      | Boliwia       |